# Stara Kaletka
Stara Kaletka (deutsch Alt Kaletka, 1938 bis 1945 Teerwalde) ist ein Ort in der polnischen Woiwodschaft Ermland-Masuren. Er gehört zur Gmina Purda (Landgemeinde Groß Purden) im Powiat Olsztyński (Kreis Allenstein).

## Geographische Lage
Stara Kaletka liegt im Westen der Woiwodschaft Ermland-Masuren, 20 Kilometer südlich der Kreis- und Woiwodschaftshauptstadt Olsztyn (deutsch Allenstein).

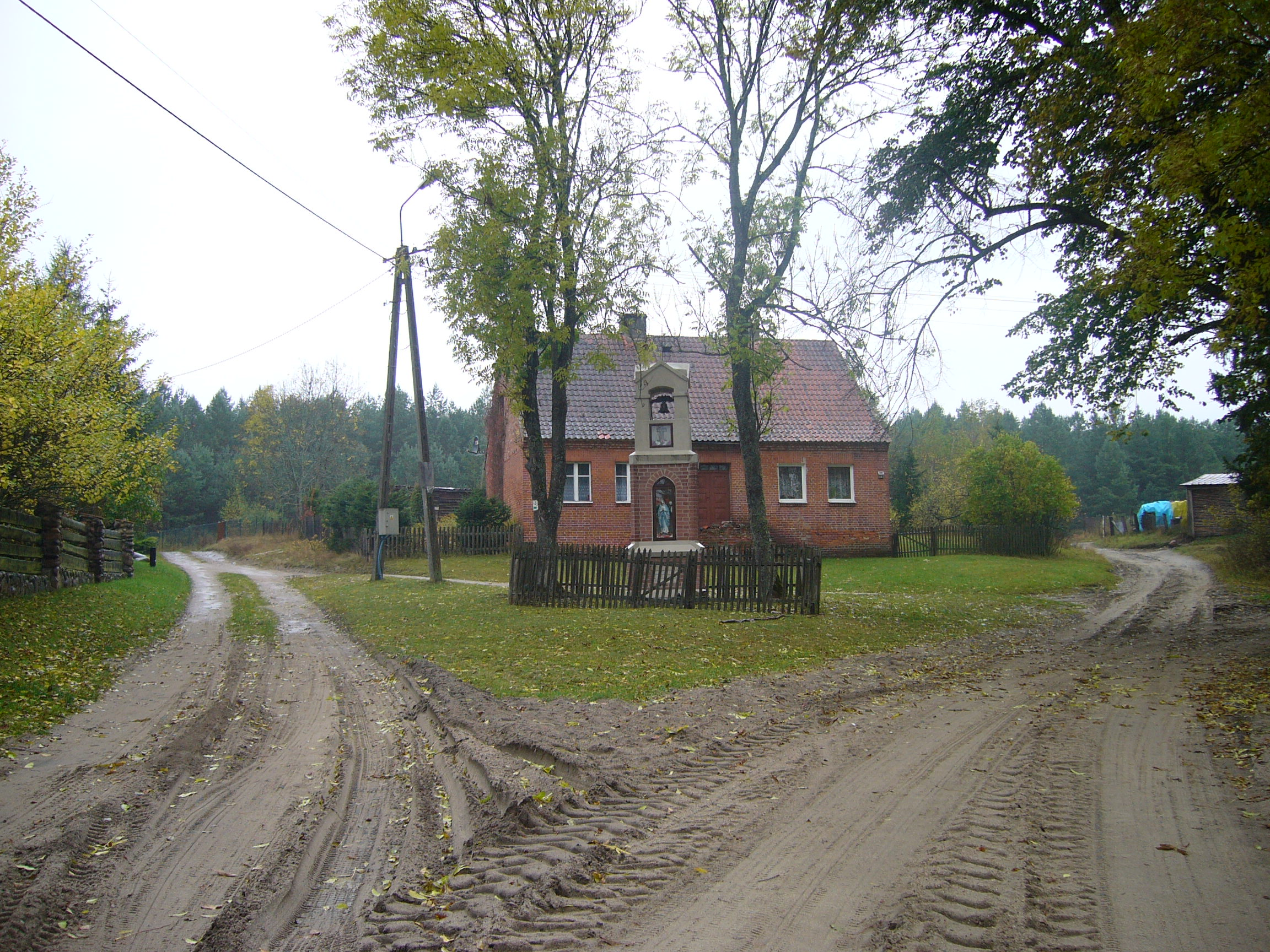
Weggabelung in Stara Kaletka

## Geschichte
Das seinerzeitige Kaletka und erst nach 1785 Alt Kaletka genannte kleine Dorf wurde 1760 gegründet. Eine Ersterwähnung des Ortes aber erfolgte bereits 1658 als Teerbrennerei. 1785 erschien er als „Königliches Bauerndorf“ im Amt Allenstein, Kreis Heilsberg, und 1817 wurden für Alt Kaletka 37 Feuerstellen bei 151 Einwohnern genannt. Bei der Volkszählung am 3. Dezember 1861 waren es 38 Wohngebäude bei 184 Einwohnern.
Im Jahre 1874 kam die Landgemeinde Alt Kaletka zum neu errichteten Amtsbezirk Wuttrienen (polnisch Butryny) im ostpreußischen Kreis Allenstein. Am 1. Oktober 1879 vergrößerte sich Alt Kaletka um die am Ostufer des Lansker See (polnisch Jezioro Łańskie) gelegene  Halbinsel Lallka (polnisch Lalka), die bei einer Fläche von 17,1280 Hektar aus dem Amtsbezirk Plautzig (polnisch Pluski) umgegliedert wurde.
Im Jahre 1910 zählte Alt Kaletka mit dem dazugehörigen Wohnplatz Lallka 328 Einwohner, im Jahre 1933 waren es 331.
Aus politisch-ideologischen Gründen der Abwehr fremdländisch klingender Ortsnamen wurde Alt Kaletka am 3. Juni – offiziell genehmigt am 16. Juli – 1938 in „Teerwalde“ umbenannt. Zum gleichen Datum erhielt der Ort Lallka die Umbenennung in „Kleinramuck“. Die Gesamteinwohnerzahl belief sich im Jahre 1939 auf 348.
Als 1945 in Kriegsfolge das gesamte südliche Ostpreußen an Polen abgetreten wurde, erhielt die Landgemeinde Teerwalde die polnische Namensform „Stara Kaletka“. Heute ist der Ort ein Teil der Landgemeinde Purda (Groß Purden) im Powiat Olsztyński (Kreis Allenstein), von 1975 bis 1998 der Woiwodschaft Olsztyn, seither der Woiwodschaft Ermland-Masuren zugehörig. Im Jahre 2011 zählte Stara Kaletka 64 Einwohner.

## Kirche
Bis 1945 war Alt Kaletka resp. Teerwalde in die evangelische Kirche Neu Bartelsdorf in der Kirchenprovinz Ostpreußen der Kirche der Altpreußischen Union, außerdem in die römisch-katholische Kirche Wuttrienen (polnisch Butryny) im Bistum Ermland eingepfarrt.
Heute gehört Stara Kaletka katholischerseits weiterhin zur Pfarrei Butryny, die jetzt dem Erzbistum Ermland zugeordnet ist. Die evangelischen Einwohner orientieren sich zur Kirche Jedwabno (1938 bis 1945 Gedwangen) bzw. zur Christus-Erlöser-Kirche in Olsztyn (Allenstein) innerhalb der Diözese Masuren der Evangelisch-Augsburgischen Kirche in Polen.

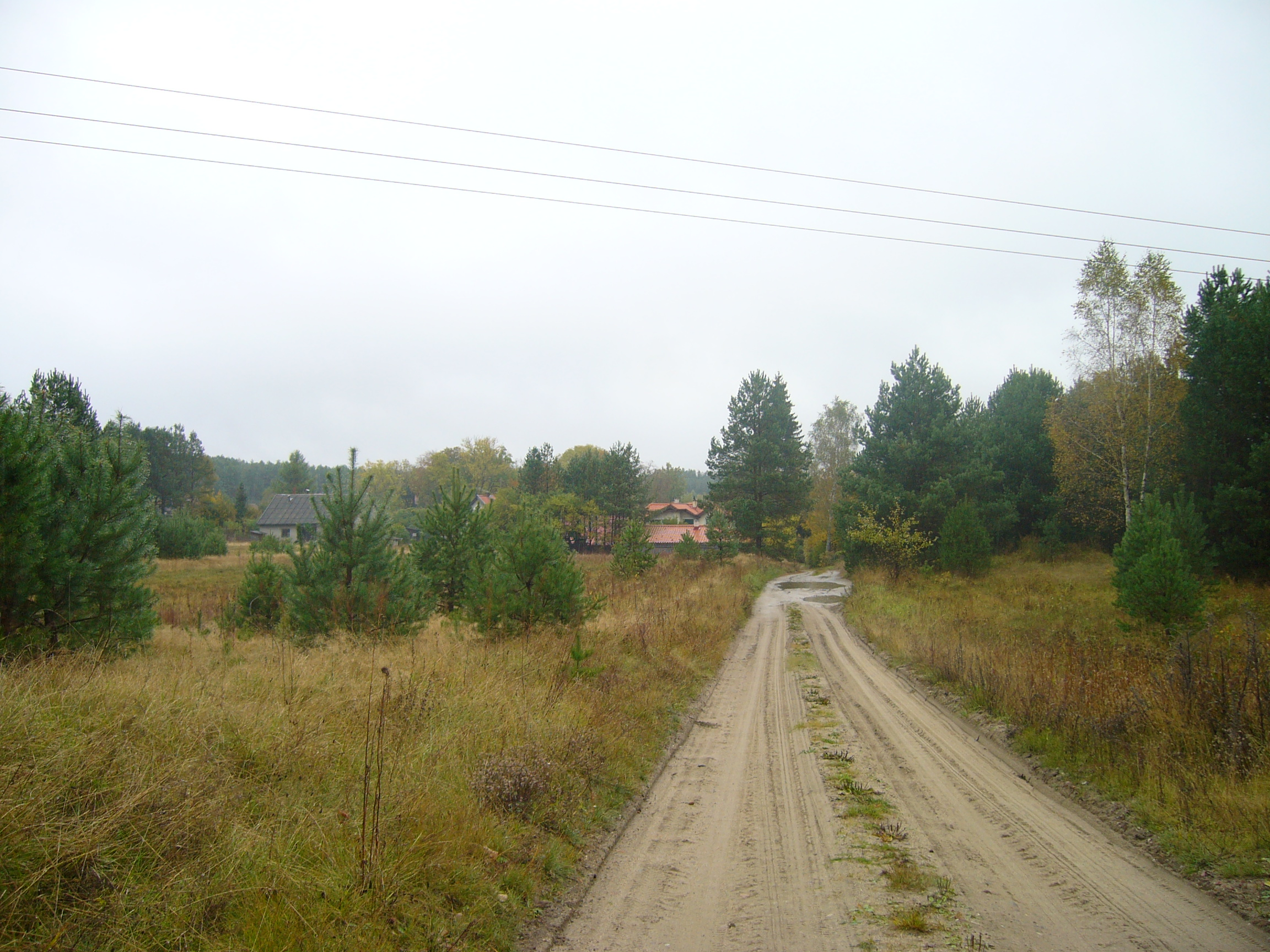
Landweg nach Stara Kaletka

## Verkehr
Stara Kaletka liegt westlich der Woiwodschaftsstraße 598, die Olsztyn (Allenstein) mit Zgniłocha (Gimmendorf) verbindet. Von dieser verkehrsreichen Straße aus ist Stara Kaletka auf direktem Wege sowohl von Nowa Kaletka (Neu Kaletka, 1938 bis 1945 Herrmannsort) als auch von Butryny (Wuttrienen) aus auf direktem Wege zu erreichen.
Eine Anbindung an den Bahnverkehr besteht nicht.